# Voetval

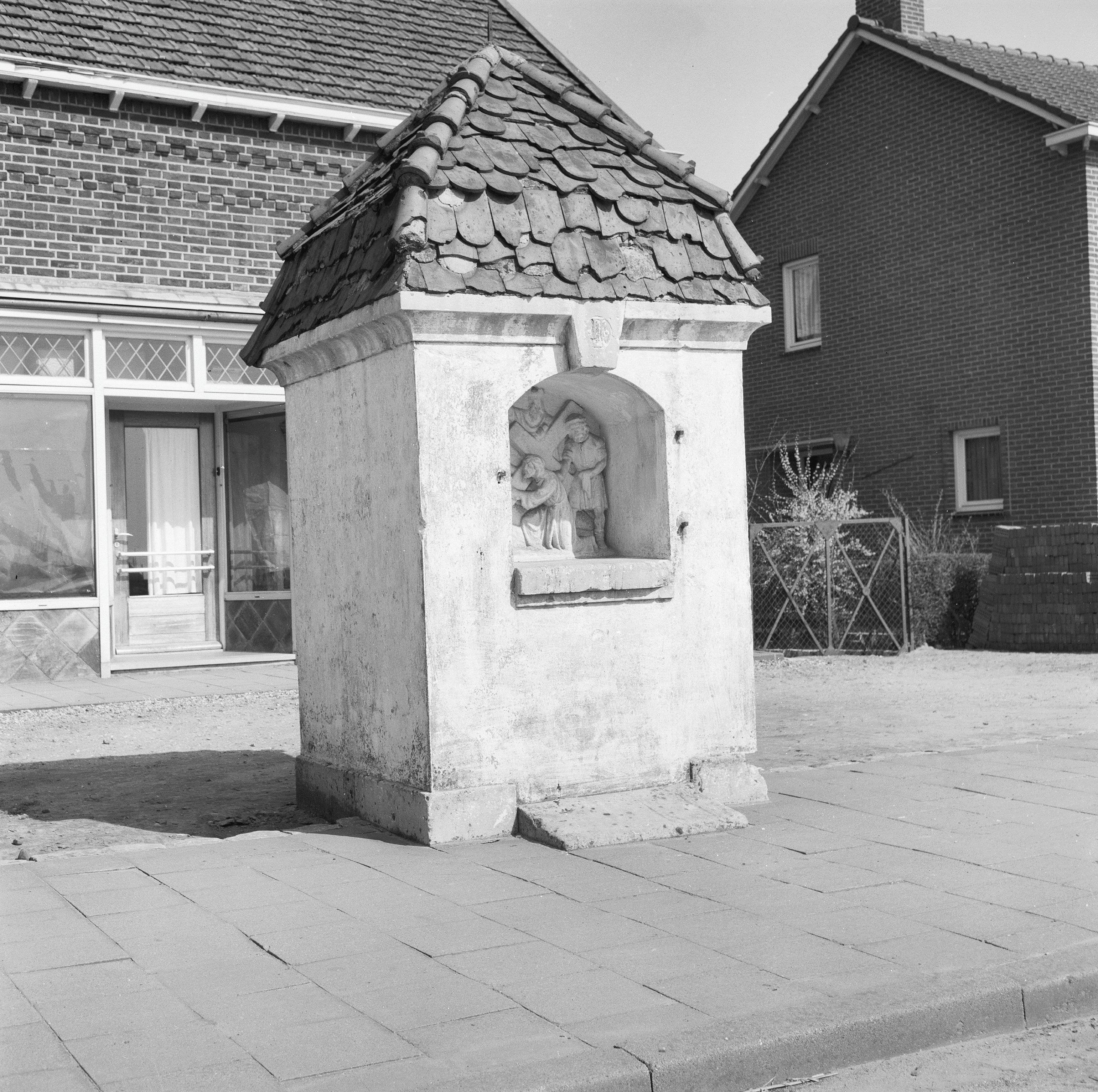
Voetval in Schilberg

Een voetval betekent feitelijk een knieval.
In overdrachtelijke zin wordt het woord gebruikt voor een niskapelletje of afbeelding in een reeks waarvoor men op de knieën kan vallen en bidden. Deze voetvallen kunnen zich bevinden in een processiepark, langs een weg naar een bedevaartsbestemming, of langs de helling van een heuvel.
Een beroemde reeks voetvallen bevindt zich op de Kollenberg te Sittard. Het betreft een zevental voetvallen die geplaatst zijn langs de weg omhoog die leidt naar de Sint-Rosakapel. Deze voetvallen zijn elk gewijd aan een episode uit het lijdensverhaal van Christus. Ook in Schilberg bevindt zich een kapel met voetvallen.